# Horst Bulau
Horst Bulau, kanadski smučarski skakalec, * 14. avgust 1962 Ottawa, Ontario, Kanada.
Horst Bulau je najuspešnejši kanadski smučarski skakalec, saj smučarski skoki niso najbolj popularen zimski šport v Kanadi.
Leta 1979 je postal mladinski svetovni prvak. V naslednjih sezonah se je uspešno uveljavil tudi v svetovnem pokalu. Zbral je 13 zmag, vse v letih 1981−1983. V skupnem seštevku svetovnega pokala je bil dvakrat tretji (1980/81, 1981/82), enkrat drugi (1982/83) in enkrat osmi (1983/84). 
Na olimpijskih igrah v Sarajevu leta 1984 je bil 38. na mali skakalnici in 10. na veliki skakalnici. 
V naslednjih sezonah je nastopal samo še na tekmah Novoletne turneje ter tekmah v kanadskem Thunder Bayju. Na olimpijskih igrah v Calgaryju leta 1988 je bil 44. na mali in 7. na veliki skakalnici. Po sezoni 1988/89 v svetovnem pokalu ni več nastopal. Po olimpijskih igrah v Albertvillu leta 1992 je končal kariero.

## Dosežki

### Zmage
Horst Bulau ima v svetovnem pokalu 13 zmag:
| Sezona  | Država/Prizorišče      |
| ------- | ---------------------- |
| 1980/81 | Garmisch-Partenkirchen |
| 1980/81 | Bærum                  |
| 1981/82 | Saporo                 |
| 1981/82 | Thunder Bay            |
| 1981/82 | Thunder Bay            |
| 1982/83 | Oberstdorf             |
| 1982/83 | Thunder Bay            |
| 1982/83 | St. Moritz             |
| 1982/83 | Gstaad                 |
| 1982/83 | Falun                  |
| 1982/83 | Lahti                  |
| 1982/83 | Lahti                  |
| 1983/84 | Thunder Bay            |